# Træsnit
Træsnit (engelsk: wood engraving, fransk: gravure sur bois) er både en grafisk trykketeknik og betegnelsen for selve aftrykket; det grafiske blad eller billedet. I træsnit udgøres trykpladen af et stykke planketræ, dvs. træ skåret på langs af stammen, med et udskåret motiv i fladen.
I grafikkens termer hører teknikken under højtryk. Det betyder, at farven overføres til trykket fra blokken eller stokkens højtliggende partier. I princippet som med et stempel. Det har været brugt til tekstil, tapettryk, bogillustrationer og som et billedkunstnerisk medie. Træsnit findes både som selvstændige blade og en integreret del af bøger og diverse udgivelser.
Gennem træsnittets godt 1500 år levetid ses stor variation i udførelsen: fra det fint detaljerede med små skraveringer og fokus på nøje gengivelse af motivet, til det grovere med enklere motiver og træets karakter og struktur som en bevidst del af udtrykket. Det sidste ses når træets årer får lov at skinne igennem, eller pladen har slået splinter under udskæringen, der ses som brudte konturer i trykket. Bevægelsen fra det finere til det grovere ses også som en udvikling i træsnittets historie fra europæisk renæssance til det 19. og 20. århundrede; to perioder hvor denne grafiske metode har spillet en særlig rolle.
I tryk med kun en enkelt farve ses træsnit ofte med et stærkt kontrastfuldt udtryk. Men der kan også trykkes med flere farver i flere omgange - og mere nuancere udtryk.
Træsnit er den ældste af de grafiske teknikker. Det kom til Europa for ca. 600 år siden fra Asien, og der kendes eksempler fra 700-tallet, hvor teknikken blev brugt som propaganda for den japanske kejserinde Shotoku.

## Grundlæggende metode
Blokken skæres ud i det ønskede format og slibes eller børstes eventuelt før motivet tegnes op direkte, eller overføres fra en arbejdstegning ved hjælp af overføringspapir. Herefter skæres motivet ud med knive og huljern med buet eller v-formet profil. Der skæres ned i blokken hvor trykket skal være uden farve, mens de steder som skal afsætte farve står tilbage som forhøjninger. Ved tryk spejlvendes motivet.
Tryksværten påføres ved en valse, og farven hentes fra en glasplade. Blokken valses omhyggeligt for at få en jævn fordeling af farven. 

Der trykkes ved hjælp på papir eller stof. De fleste papirtyper kan bruges. Trykkes ved håndkraft, sikres kontakt mellem plade og tryk ved at gnide på papiret med enten en trykpude, bagsiden af en ske, eller en anden afrundet genstand. Manuelt tryk giver et lysere resultat end en trykpresse.

## Detaljer omkring teknikken

### Valg af træ til blokken
Tidligere brugte man især udskårne planker af frugttræ (pæretræ, nøddetræ og kirsebærtræ) til blokken, som var skåret på langs af stammen. I dag bruger man almindeligvis forskellige finértyper, men også endetræ af ahorn, som er en hård træsort, der giver mulighed for en fin detaljeringsgrad.
Fyrretræslaminat og krydsfinérplader er billige, bløde at skære i og har en udtalt åretegning men splintrer nemt. Hårdere trætyper giver mulighed for et mere minutiøst arbejde i fladen.

### Klargøring af blokken
Den plane træblok kan anvendes uforarbejdet. Men den kan også eksempelvis slibes med sandpapir eller gnides med en stålbørste, for at fjerne løse træfibre og få åretegningen til at stå tydeligere frem.

Blokkens overflade kan desuden farves med eksempelvis fortyndet skosværte for at gøre de snit, som skæres i stokken tydeligere.

### Skæreteknik
De skarpeste streger fås ved at skære i retning med træets årer. Skæres på tværs af årerne, fås en mere riflet streg.

### Flerfarvetryk
Subtraktions- eller reduktionsmetoden
I denne metode trykkes med samme blok, sværtet med skiftende farver. Fra gang til gang skæres på ny i pladen. Først skæres de områder væk, som i trykket skal være uden farve. Eventuelt trykkes pladen først i urørt stand med en første farve. Herefter fortsættes med bortskæring af enkelte områder, trykning og så fremdeles. Der skæres og trykkes på den måde trinvist. Proceduren gentages det samme antal gange som der ønskes farver i trykket, men med hensyntagen til den enkelte bloks holdbarhed. Oftest arbejdes farvemæssigt i en proces fra det lyse til det mørke.
Puslespilsmetoden
En anden teknik består i at skære blokken op i mindre bidder, som et puslespil. Hver bid indfarves med sin farve. Edvard Munch brugte denne teknik.

### Rettelser
Det er som udgangspunkt vanskeligt at rette fejl i et træsnit, fordi det der én gang er skåret væk, ikke bare kan sættes på igen. Men en mulighed, som har været anvendt er, at man har savet et stykke ud af blokken og indsat et nyt, hvori rettelserne er skåret. Et eksempel ses med Nicol ò Boldrini (efter Tizian) Seks helgener, ca. 1530.

## Redskaber
Til træsnit bruges meget skarpe skæreredskaber.

## Beslægtede teknikker
Linoleumstryk (også kaldet linoleumssnit) udsprang som grafisk metode af træsnittet. Her skæres motivet i stedet ud i en linoleumsplade, som giver trykket en anderledes klarhed end træsnit.
Xylografi (træstik) ligger i teknik og udtryk tæt op af træsnit, men adskiller sig primært ved, at der anvendes glatpoleret endetræ af hårde træsorter, skåret på tværs af stokken. Det hårde træ muliggør en større detaljegrad i snittet, samt at der trykkes mange gange uden at stokken slides op. Xylografiet kom frem i sidste halvdel af 1700-tallet. (Jan Garff i Europæisk Grafik)

## Træsnittets udøvere
Træsnit har gennem tiden været anvendt til flere formål, der groft kan opdeles i henholdsvis det kunstneriske og det praktiske eller brugsorienterede. Blandt kunstnere fra europæisk renæssance, der forbindes med træsnittet, er Albrecht Dürer, Lucas Cranach, Jost de Negker, Hans Burgmair og Ugo da Carpi.
Fra Japan, hvor træsnit fik en opblomstring i det 19. århundrede og kom til at påvirke mange moderne kunstneres arbejder i vesten er: Harunobu, Hiroshige, Hokusai, Kunisada og Kuniyoshi.
I Europa fra det 19. til det 21. århundredes har følgende kunstnere beskæftiget sig med træsnittet: Felix Valloton, Paul Gauguin, Edvard Munch, Maurice de Vlaminck, André Derain, Raoul Dufy, Ernst Ludwig Kirchner, Karl Schmidt-Rottluff, Eric Heckel, Emil Nolde, Akseli Gallen-Kallela, Hugo Simberg, Edward Gordon Craig, Vilho Askola, Ina Colliander, Ellen Thesleff, Erkki Tantu og Erkki Hervo, Asger Jorn og Tal R.

## Historie og udvikling

### Træsnittet i bogtrykkerkunsten
Træskærerkunsten er ældre end bogtrykkerkunsten, hvor det har fundet særligt stor anvendelse. Teknikken blev udgangspunkt for bøgernes udsmykning med ornamenter og oplysende billeder. Materialet for de ældste bogtryks træsnit var glat høvlede brædder af træer med fast ved som kornelkirsebærtræ og navnlig pæretræ. Pladen fik først et tyndt kridtlag, i hvilket tegningen indridsedes. Billedformen dannedes udelukkende af streger: kraftige til konturer og skyggepartier, mindre kraftige til skraveringer, til krydsstreger og alle mellemtoner. Billederne blev udskårne med kniv, medens de større og mindre mellemrum mellem stregerne fordybedes med forskellige huljern. Træsnit var i den ældre bogtrykperiode den mest fuldkomne form for billeders mangfoldiggørelse.

Mange store kunstnere i teknikkens tidlige år i Europa tegnede forbilleder for træsnit, og adskillige af dem greb ofte selv til kniven. De træsnit var måske ikke altid at regne for kunstværker, men de gik godt i spænd med typesats, hvad end den var gotisk eller romansk. Religionskampene i 16. og 17. århundrede bragte træskærerkunsten i forfald. I de bogarbejder, på hvilke der ofredes kunstneriske billeder, blev det kobberstikkunsten, der særligt prægede bogudsmykningen, for de oplysende billeders vedkommende næsten altid som indheftede plancher, de almindelige bogprydelser derimod trykt efter teksten.

Træsnit blev efterhånden ukunstnerisk hjemmeflid, men fra 18. århundredes sidste fjerdedel opnåede det en stor genfødsel. Den engelske kobberstikker Thomas Bewick skabte en hel ny træsnitsteknik, kaldet xylografi. Da fibrene i træsnits oprindelige arbejdsmateriale, langtræet, satte grænser for, hvad kunstneren tragtede efter, og da hver enkelt streg krævede to snit og uddybningerne mellem stregerne forskellige huljern for at kunne give billederne højt relief, valgte Bewick endetræ som materiale og kobberstikkernes gravstikker som skærende værktøj, hvilket gav mulighed for større præcision og detaljeringsgrad end i træsnittet. 

I den genopstandne illustrationsform arbejdedes der vel ligesom før med streger af forskellig tykkelse, men det blev nu lige så meget mellemrummene, der skabte billederne. Bewicks tanke gik ud på i et streglag af forskelligt fremtrædende linjer og mellemrummene mellem disse at opnå en tæt skala fra lys til mørke. Det tonede træsnit trængte i det 19. århundredes begyndelse kobberstikket helt ud af bogtryk, og teknikken udvidedes i århundredets løb til højt kunstnerisk niveau. Der skabtes i denne periode mange smukke illustrerede bøger.

Ved kemigrafiens opfindelse hen imod 19. århundredes slutning blev det kunstneriske træsnit igen, og denne gang sikkert for bestandigt, slået ud af bogudstyrelsen; teknikken udøvedes vel endnu af kunstnere i særlige kunstblade, der blev trykt i bogtrykpressen, men arbejdsmaterialet var lige så ofte det let håndterlige linoleum som langtræ og endetræ. Farvetræsnit eller kromoxylografi (engelsk: color printing stocks, fransk: gravure sur bois en couleurs) er træsnit, trykte i mange farver og med et tilsvarende antal plader, men også denne kunstneriske teknik er nu gået over til kemigrafiens trefarveætsninger.